# 4545 Primolevi
4545 Primolevi је астероид главног астероидног појаса чија средња удаљеност од Сунца износи 3,137 астрономских јединица (АЈ).
Апсолутна магнитуда астероида је 11,5.